# ウェルネス伯養軒
株式会社ウェルネス伯養軒（ウェルネスはくようけん）は、宮城県仙台市青葉区に本社を置く仕出し料理店を経営する会社である。債務超過に陥った旧伯養軒の事業を引き継ぐため、フードサービス会社のグリーンハウス100%出資のもと設立された。
郡山駅・福島駅・仙台駅・北上駅・盛岡駅・野辺地駅・青森駅の駅弁も製造している。かつては国鉄の食堂車を運営する業者のひとつで、日本食堂株式会社（NRE）発足時には出資者の一つとなった。

## 沿革
- 1850年（嘉永3年） - 仙台藩領陸奥国宮城郡仙台国分町（現在の宮城県仙台市青葉区国分町）に大泉屋旅館を創業[3]。
- 1887年（明治20年） - 仙台駅前に大泉支店を設置（後の仙台ホテル）[4]。
- 1890年（明治23年） - 大泉屋弁当部を設置。仙台駅構内営業の許可を受ける[3]。
- 1892年（明治25年） - 青森駅連絡船待合室食堂の営業開始。
- 1903年（明治36年） - 列車食堂部門開設。上野〜青森間急行列車の食堂車営業を始める。
- 1938年（昭和13年） - 日本食堂（後の日本レストランエンタプライズ）株式会社が発足、株式の1割を出資し、列車食堂部門を譲渡[2]。
- 1942年（昭和17年） - 有限会社伯養軒設立。
- 1945年（昭和20年） - 郡山営業所、弘前営業所を設置。
- 1946年（昭和21年） - 若松営業所、一関営業所、盛岡営業所を設置。
- 1949年（昭和24年） - 北上営業所、野辺地営業所を設置。
- 1952年（昭和27年） - 白河営業所を設置。同年、株式会社化。
- 1953年（昭和28年） - 八戸支店を設置。
- 1956年（昭和31年） - 山形支店、秋田支店を設置。
- 1962年（昭和37年） - 福島支店を設置。
- 1972年（昭和47年） - 本社を仙台市若林区新寺に移転。
- 1986年（昭和61年） - 仙台支店首都圏営業所を設置。
- 1989年（平成元年） - 太白区役所食堂、宮城県庁職員食堂の受託営業開始。
- 1994年（平成6年）9月 - 不動産賃貸業「伯養エンタープライズ株式会社」設立[4]。
- 1995年（平成7年） - 青森支店、八戸・野辺地・弘前営業所を統括する青森支社を設置。
- 1996年（平成8年） - 一関・北上・盛岡・秋田支店を統括する岩手・秋田支店を設置。
- 1997年（平成9年） - 若松・郡山・福島支店、若松・福島浜通り営業所を統括する福島支店を設置。
- 1998年（平成10年） - 仙台駅6・7番線のそば処を日本食堂「そば処あじさい」に衣替えし、営業を受託する。
- 1999年（平成11年） - 販売部門を日本レストランエンタプライズとの合弁で新設した、株式会社エヌアールイー伯養軒（のち株式会社エヌアールイーみちのく、2006年NREに吸収合併され消滅）に譲渡。
- 2000年（平成12年） - 仙台工場を名取市に移転。
- 2002年（平成14年）4月1日 - 「（旧）株式会社伯養軒」（吸収会社）と「伯養エンタープライズ株式会社」（存続会社）が合併、「（新）株式会社伯養軒」設立[4]。
- 2005年（平成17年）
  - 6月6日 - 130億円に上る債務解消のため、仙台ホテルをケン・コーポレーションと住協の共同出資会社へ、フードサービス事業をグリーンハウスが100%出資した子会社「ウェルネス伯養軒」へ業務譲渡することを発表[3]。
  - 7月1日 - ホテル事業部仙台ホテルが「有限会社アールアンドジェイ仙台」へ、郡山・仙台・盛岡支店及び空港事業部を「株式会社ウェルネス伯養軒」へ業務譲渡。また、株式会社伯養軒を株式会社東北けやき商会へ商号変更[4]。
  - 10月14日 - 株式会社東北けやき商会が仙台地方裁判所へ特別清算を申請し、即日特別清算開始決定を受ける。負債総額は約84億1,500万円[4]。

## 事業所

### 駅弁

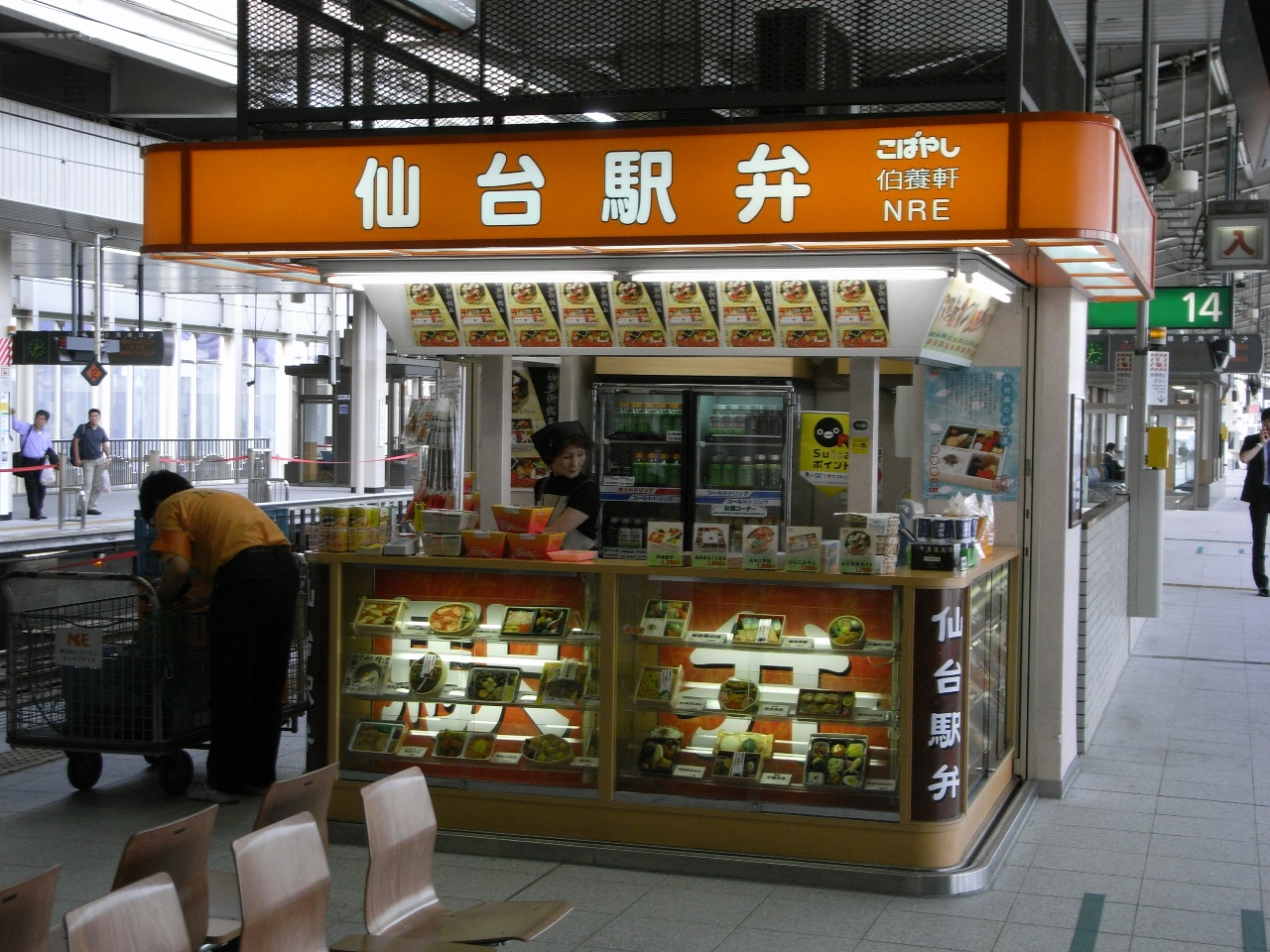
仙台駅の売店

郡山支店
- 郡山駅

- 福島駅
2005年（平成17年）7月24日までは福島支店で製造。
  - 牛肉の味噌漬焼弁当
  - ソースかつ弁
  - 地鶏ゆず味噌焼き弁当
  - 福島味づくし
- 会津若松駅
旧伯養軒若松営業所撤退後駅弁を調製していた仁和食産が2008年（平成20年）1月で撤退、2009年（平成21年）から郡山支店が担当している。
  - 会津のおばあちゃん

仙台支店（名取市）
- 仙台駅
  - 阿武隈川鮭はらこめし
  - 前沢牛めし
  - 三陸うにめし
  - 帆立釜めし
  - とりめし
  - 牛たんづつみ
  - 仙台味づくし

盛岡支店
- 盛岡駅
  - 三陸うにめし
  - 鶏舞茸はやちねの里
  - 南部鮭弁当
- 北上駅
2005年（平成17年）7月18日までは北上一関支店で製造。

### 過去の事業所、駅弁取扱駅

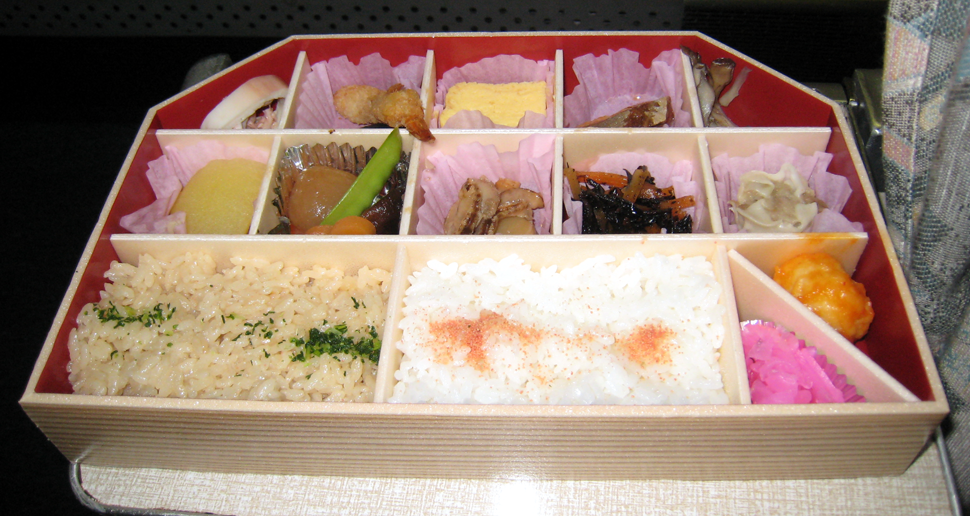
青森味づくし

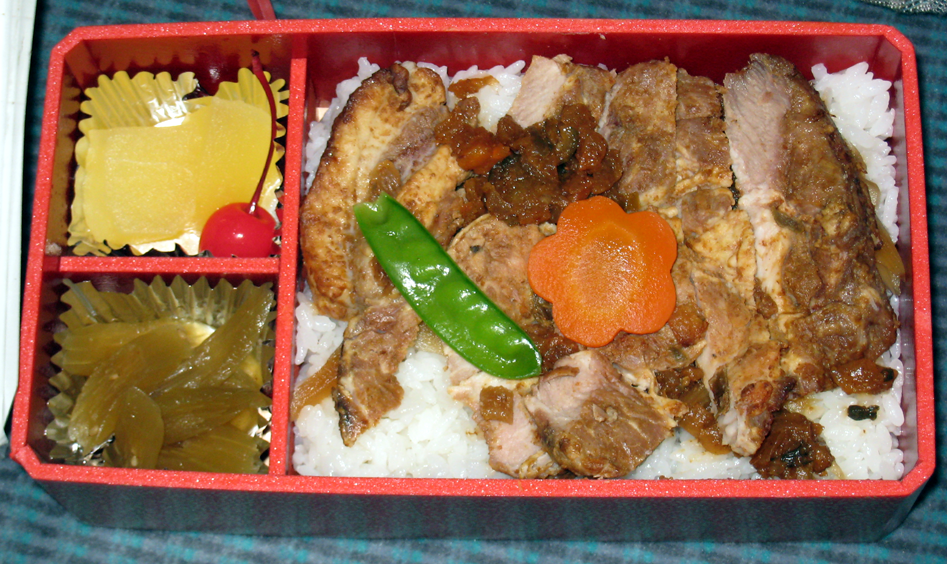
豚弁当

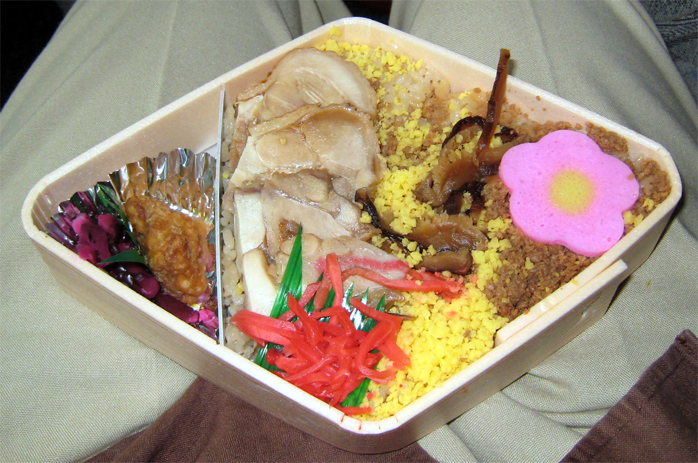
とりめし

若松支店
2005年（平成17年）7月23日まで営業。郡山支店の項で前述の通り、地元仕出し業者が2008年（平成20年）まで調製していたが2009年（平成21年）から郡山支店の手により実質的復活。
- 会津若松駅
  - | [icon] | この節の加筆が望まれています。 |

秋田支店 - (有)泉秋軒に譲渡
2005年（平成17年）8月中旬まで営業。
- 秋田駅
  - | [icon] | この節の加筆が望まれています。 |
- 大曲駅
  - | [icon] | この節の加筆が望まれています。 |

八戸支店
2002年（平成14年）開設、2005年（平成17年）8月中旬まで営業。
- 八戸駅
  - 倉石牛めし弁当
  - まるごと倉石弁当

白河営業所
- 白河駅、新白河駅
  - 阿武隈焼鱒弁当

弘前支店
- 弘前駅

北上支店
- 北上駅
  - | [icon] | この節の加筆が望まれています。 |

青森支店
2019年（令和元年）9月末まで営業。
- 青森駅、新青森駅

- 2000年頃から2005年（平成17年）7月31日までは青森中央工場（青森支店野辺地営業所）で製造。
  - 津軽いかいっぱい
  - 津軽海峡弁当
  - 帆立釜めし
  - 若どり弁当
  - しゃけいくら釜めし
  - 縄文の糧
  - 青森味づくし
  - 大人の休日津軽物語
  - 津軽ねぶたの祭りずし
  - 八戸いかまんま
  - 十和田湖牛弁当
- 野辺地駅
2005年（平成17年）7月31日までは青森中央工場（青森支店野辺地営業所）で製造。

- とりめし

### その他
- 空港事業部
- JR東日本秋田総合車両センター社員食堂
- 仙台大学食堂
- ミルキーウェイ（ファミリーレストラン）→ビッグボーイ・ジャパンに譲渡。